# Lijst van rijksmonumenten in Utrecht (stad)/Drift
De stad Utrecht telt in totaal 1.402 inschrijvingen in het rijksmonumentenregister, de Drift in het centrum telt 15 rijksmonumenten. Hieronder een overzicht.
| Object                                                                          | Oorspronkelijke functie? | Bouwjaar                                       | Architect             | Locatie                        | Coördinaten?                | Nr.?   | Afbeelding        |
| ------------------------------------------------------------------------------- | ------------------------ | ---------------------------------------------- | --------------------- | ------------------------------ | --------------------------- | ------ | ----------------- |
| Hoekpand, gevel met rechte kroonlijst en hoog zadeldak                          | Werk-woonhuis            | 17e eeuw                                       |                       | Drift 1                        | 52° 5' 34" NB, 5° 7' 24" OL | 36090  | Meer afbeeldingen |
| Pand met gevel met rechte kroonlijst en zadeldak                                | Werk-woonhuis            | 17e eeuw                                       |                       | Drift 3                        | 52° 5' 34" NB, 5° 7' 24" OL | 36091  | Meer afbeeldingen |
| Statig herenhuis                                                                | Werk-woonhuis            | 18e eeuw                                       |                       | Drift 6                        | 52° 5' 40" NB, 5° 7' 23" OL | 36103  | Meer afbeeldingen |
| Pand met lijstgevel                                                             | Werk-woonhuis            | vroeg 19e eeuw (verb.)                         |                       | Drift 8                        | 52° 5' 41" NB, 5° 7' 23" OL | 36104  | Meer afbeeldingen |
| Kantoor van de Levensverzekeringsmaatschappij Piëtas                            | Handel en kantoor        | 1904                                           | J.A. van Straaten jr. | Drift 9                        | 52° 5' 36" NB, 5° 7' 25" OL | 514247 | Meer afbeeldingen |
| Pand met gevel met rechte kroonlijst en gesmeed eenvoudig hek                   | Woonhuis                 | 18e eeuw                                       |                       | Drift 11                       | 52° 5' 36" NB, 5° 7' 24" OL | 36092  | Meer afbeeldingen |
| Pand met gevel met rechte kroonlijst en schilddak                               | Woonhuis                 | 18e eeuw                                       |                       | Drift 13                       | 52° 5' 37" NB, 5° 7' 25" OL | 36093  | Meer afbeeldingen |
| Pand, statige lijstgevel met natuurstenen blokken aan weerszijden en muurankers | Werk-woonhuis            | 17e eeuw                                       |                       | Drift 15                       | 52° 5' 37" NB, 5° 7' 25" OL | 36094  | Meer afbeeldingen |
| Huis Leedenberch                                                                | Werk-woonhuis            | 1591 (bouw) 1900 (rest.)                       |                       | Drift 17                       | 52° 5' 38" NB, 5° 7' 25" OL | 36095  | Meer afbeeldingen |
| Statig herenhuis                                                                | Werk-woonhuis            | 17e/18e eeuw                                   |                       | Drift 19                       | 52° 5' 38" NB, 5° 7' 25" OL | 36096  | Meer afbeeldingen |
| Statig herenhuis                                                                | Werk-woonhuis            | 18e eeuw                                       |                       | Drift 21                       | 52° 5' 39" NB, 5° 7' 25" OL | 36097  | Meer afbeeldingen |
| Statig herenhuis                                                                | Werk-woonhuis            | begin 18e eeuw (bouw) eind 19e eeuw (verhoogd) |                       | Drift 23                       | 52° 5' 39" NB, 5° 7' 25" OL | 36098  | Meer afbeeldingen |
| Statig herenhuis                                                                | Werk-woonhuis            | 16e eeuw (inwendig)                            |                       | Drift 25                       | 52° 5' 40" NB, 5° 7' 25" OL | 36099  | Meer afbeeldingen |
| Hoog herenhuis                                                                  | Werk-woonhuis            | 18e eeuw                                       |                       | Drift 29                       | 52° 5' 42" NB, 5° 7' 25" OL | 36100  | Meer afbeeldingen |
| Herenhuis met lijstgevel                                                        | Werk-woonhuis            | 19e eeuw                                       |                       | Drift 31                       | 52° 5' 42" NB, 5° 7' 25" OL | 36101  | Meer afbeeldingen |
| Stammetsbrug                                                                    | Brug                     | 1889                                           |                       | Boogbrug aan de Drift          | 52° 5' 35" NB, 5° 7' 23" OL | 47079  | Meer afbeeldingen |
| Maarsbergerbrug                                                                 | Brug                     | 1720 (sluitsteen)                              |                       | Boogbrug aan de Drift          | 52° 5' 35" NB, 5° 7' 23" OL | 47080  | Meer afbeeldingen |
| Jansdambrug                                                                     | Brug                     | 1920                                           |                       | Brug Kromme Nieuwegracht/Drift | 52° 5' 33" NB, 5° 7' 23" OL | 47081  | Meer afbeeldingen |